# سد سرایدان
سد سرایدان (سارادان) یک سد خاکی با هسته رسی در نزدیکی روستای سرایدان و آزمن آباد و ۲۷ کیلومتری شمال شرق ایرانشهر است که بر روی رودخانه کناررود (از سرشاخه‌های رودخانه بمپور) شاخته شده است. حجم مخزن آن ۱۲ میلیون مترمکعب است. متوسط آورد آب رودخانه کناررود ۲۵٫۵ میلیون متر مکعب است.
هدف اصلی سد سرایدان تغذیه مصنوعی به سفره آب زیرزمینی دشت سرکهوران است.
اهداف دیگر سد کنترل سیلابهای فصلی، بازیابی و احیای زمین‌های فرسایش یافته پایین دست و قنوات منطقه احداث شده‌است. همچنین افزایش سطح زیر کشت اراضی کشاورزی منطقه از ۲۵۰ هکتار به بیش از ۵۰۰ هکتار از اهداف سد سارادان بوده‌است.

## مشخصات فنی و اشکالات
چندین اشکال در ساخت این سد گزارش شده‌ است، از جمله ۳ اشکال زیر که در تحقیقی که در سال ۱۳۸۸ انجام شد ذکر شده‌ است:
1. هدف اصلی سد تغذیه مصنوعی آب به سفره آب زیرزمینی دشت سرکهوران بوده ولی سیستم اندازه‌گیری مدونی به منظور پایش تأثیر سد بر آبخوان ایجاد نشده. برای پیش‌بینی تأثیر این تغذیه بر سفره تعداد ۱۴ حلقه چاه تغذیه ای در محل ورودی این جریان زیرزمینی به سفره در نظر گرفته شده‌است.
2. بر اساس اطلاعات به‌دست آمده از لوگ‌های حفاری چاه‌های اکتشافی و مشاهده ای و نیز با توجه به اینکه هیچ تغییر سطح آبی در حین حفاریها مشاهده نشده‌است نشان می‌دهد که لایه محبوس کننده در آبخوان دشت ایرانشهر وجود ندارد و این آبخوان یک آبخوان آزاد می‌باشد. (آبخوان توانایی ذخیره آب را ندارد)
3. وجود پادگانه‌های آبرفتی بالا دست سد با ضخامت قابل ملاحظه و حمل آن به داخل سد احتمال پر شدن سد از رسوب و باعث کم رنگ شدن هدف تغذیه ای سد خواهد شد.

## جاذبه‌های دیدنی سد و منطقه
وجود نخل‌های پایین دیواره سد سرایدان که در مسیر آب قرار ندارند، مزارع سرسبز و رشته قنات‌های تاریخی روستای سرایدان و چشمه‌های پرآب اطراف از مکاه‌های دیدنی منطقه هستند که بر زیبایی این مکان افزوده‌اند.